# Rencontres nocturnes
Pour plus de détails, voir Fiche technique et Distribution.
Rencontres nocturnes (titre original : Nachtgestalten) est un film allemand réalisé par Andreas Dresen sorti en 1999.

## Biographie
Alors que Berlin se prépare à la visite du pape, trois couples différents passent la nuit dans la ville. Les SDF Hanna et Victor trouvent un billet de cent marks et cherchent un hébergement, Patty, une prostituée héroïnomane, attendant un client à l'aéroport, croise Jochen, un jeune homme sortant de sa campagne, Peschke, un homme d'affaires, rencontre un garçon angolais réfugié dont il ne parvient pas à se débarrasser.

## Fiche technique
- Titre : Rencontres nocturnes
- Titre original : Nachtgestalten
- Réalisation : Andreas Dresen
- Scénario : Andreas Dresen
- Musique : Cathrin Pfeifer, Rainer Rohloff
- Direction artistique : Claudia Jaffke
- Costumes : Sabine Greuning
- Photographie : Andreas Höfer (de)
- Son : Peter Schmidt
- Montage : Monika Schindler
- Production : Peter Rommel
- Sociétés de production : Peter Rommel Productions, Arte, MDR, OBR (de), SFB
- Société de distribution : Kinowelt
- Pays d'origine :  Allemagne
- Langue : allemand
- Format : Couleurs - 1,85:1 - Dolby Digital - 35 mm
- Genre : Drame
- Durée : 101 minutes
- Dates de sortie :
  -  Allemagne : 12 août 1999.
  -  Suisse : 18 novembre 1999.
  -  Norvège : 14 avril 2000.

## Distribution
- Myriam Abbas (de) : Hanna
- Dominique Horwitz : Victor
- Oliver Bäßler (de) : Jochen
- Susanne Bormann : Patty
- Michael Gwisdek : Peschke
- Ricardo Valentim : Feliz
- Ade Sapara : Ricardo
- Imogen Kogge (de) : Rita
- Horst Krause (de) : le chauffeur de taxi
- Axel Prahl : l'officier de police
- Carmen-Maja Antoni : la dame à l'hospice
- Ursula Karusseit (de) : Mme Gerhardt
- Dagmar Sitte (de) : la serveuse
- Christel Peters (de) : la vieille dame

## Récompenses et nominations
- Berlinale 1999:
  - Ours d'argent du meilleur acteur : Michael Gwisdek
- Deutscher Filmpreis (nominations):
  - Deutscher Filmpreis du meilleur film
  - Meilleur réalisateur: Andreas Dresen
  - Meilleur acteur: Michael Gwisdek
  - Meilleure actrice dans un second rôle: Susanne Bormann
  - Meilleur acteur dans un second rôle: Dominique Horwitz
- Camerimage 1999:
  - Nomination pour la Grenouille d'Or: Andreas Höfer (de)
- Preis der deutschen Filmkritik (de) 2000: Meilleur film
- Prix Europa 2000: Meilleur fiction TV

## Source de traduction
- (de) Cet article est partiellement ou en totalité issu de l’article de Wikipédia en allemand intitulé « Nachtgestalten (1999) » (voir la liste des auteurs).